# Vaccinium latifolium
Vaccinium latifolium là một loài thực vật có hoa trong họ Thạch nam. Loài này được (Griseb.) Benth. & Hook.f. ex B.D.Jacks. miêu tả khoa học đầu tiên năm 1895.